# منیخوویتسه (ناحیه بنشوف)
منیخوویتسه (به چکی: Mnichovice) یک منطقهٔ مسکونی در جمهوری چک است که در ناحیه بنشوو واقع شده‌است.